# Aria di casa mia
Aria di casa mia è il tredicesimo album in studio del cantante italiano Gipo Farassino, pubblicato nel 1973.

## Tracce
Tutti i brani sono tradizionali, elaborati da Farassino.
Facciata 1
1. La mia mamma - 2:32
2. Maria Giovanna - 3:23
3. La brandolina - 1:43
4. La reusa bianca - 4:10
5. I rubinet - 1:11

Facciata 2
1. I poveri pellegrini - 2:12
2. Baron litron - 4:52
3. La nostra cricca - 2:54
4. Spunta il sol - 1:29
5. Al pocio - 1:25